# Giunta centrale per gli studi storici
Die Giunta centrale per gli studi storici (deutsch: „Zentraler Ausschuss für historische Studien“) ist eine Organisation, die zum Geschäftsbereich des italienischen Kulturministeriums gehört. Der Ausschuss mit Sitz in Rom koordiniert mehrere nationale und regionale Forschungseinrichtungen, die im Bereich der Geschichtswissenschaft tätig sind. Er vertritt italienische Forschungseinrichtungen und Historiker auf internationaler Ebene, beteiligt sich an der Organisation von Kongressen und Tagungen, ist als Herausgeber tätig und in sehr begrenztem Maß auch in der Forschung.

## Aufgaben
Die Giunta centrale per gli studi storici
- gibt jährlich die Bibliografia Storica Nazionale heraus, ein Verzeichnis aller in Italien veröffentlichten geschichtswissenschaftlichen Werke, Monografien, Tagungsbände und Fachzeitschriftartikel;
- vertritt Italien beim Comité International des Sciences Historiques (CISH), organisiert die italienische Beteiligung an Kongressen des CISH und unterstützt die Internationalisierung der Forschung;
- fördert durch eigene Initiativen und zusammen mit geschichtswissenschaftlichen Einrichtungen und den Medien das allgemeine geschichtliche Bewusstsein;
- berät das Bildungsministerium bei der Erstellung von Lehrplänen und auf Anfrage auch andere öffentliche Einrichtungen;
- koordiniert die Aktivitäten der fünf angeschlossenen Forschungsinstitute

- Istituto Italiano per la Storia Antica
- Istituto Storico Italiano per il Medio Evo
- Istituto Storico Italiano per l'Età Moderna e Contemporanea
- Istituto per la Storia del Risorgimento Italiano
- Istituto Italiano di Numismatica

und von 30 regionalen geschichtswissenschaftlichen Vereinigungen mit der Bezeichnung Deputazione oder Società di storia patria;
- pflegt die Beziehungen zu den ausländischen Forschungsinstituten in Rom und ist zu diesem Zweck Mitglied der Unione internazionale degli istituti di archeologia, storia e storia dell’arte in Roma.

Die Giunta leidet seit etlichen Jahren an Unterfinanzierung.

## Leitung
Das Leitungsgremium besteht einschließlich des Präsidenten aus zehn Mitgliedern, bei denen es sich normalerweise um die Präsidenten der fünf nachgeordneten Forschungsinstitute handelt, die in der Regel wie die übrigen Mitglieder Universitätsprofessoren sind. Der Präsident und die übrigen Mitglieder werden auf Vorschlag des Kulturministers vom italienischen Ministerpräsidenten ernannt.

## Geschichte
Nach der Einigung Italiens im Jahr 1861 entstanden durch staatliche Initiative in allen Regionen des Landes geschichtswissenschaftliche Vereinigungen, die das Studium der Geschichte der ehemaligen italienischen Staaten vorantreiben und entsprechende Monografien und Zeitschriften veröffentlichen sollten. Diese Vereinigungen, die in einigen Fällen aus privaten Geschichtsvereinen hervorgegangen waren, erhielten die Bezeichnungen Deputazione di storia patria oder Società di storia patria (darunter beispielsweise die Deputazione di Storia Patria per le Venezie). Zur Koordinierung dieser Vereinigungen und zu ihrer besseren Verknüpfung mit den Universitäten gründete man 1883 das Istituto Storico Italiano, das zugleich nationales historisches Forschungsinstitut wurde. Im weiteren Verlauf kam es zur Gründung verschiedener spezialisierter Forschungseinrichtungen, darunter das Istituto Nazionale di Archeologia e Storia dell’Arte und das Istituto Nazionale di Studi Etruschi ed Italici. Zur Vertretung Italiens bei dem 1926 ins Leben gerufenen Comité International des Sciences Historiques (CISH) wurde 1928 das Comitato nazionale di scienze storiche gegründet.
Das faschistische Regime Mussolinis führte bei den genannten Forschungseinrichtungen zwischen 1934 und 1936 tiefgreifende Reformen durch. Vor allem unter dem Einfluss des führenden Historikers des italienischen Faschismus, Gioacchino Volpe, wurde eine Zentralisierung der historischen Forschung im Sinne des Regimes erzwungen.
Mit einem Dekret vom 20. Juli 1934 wurde die Giunta centrale per gli studi storici gegründet. Sie übernahm die Aufgaben des aufgelösten Comitato nazionale di scienze storiche und die Koordinierungsaufgaben des Istituto Storico Italiano gegenüber den regionalen Vereinigungen, welche nunmehr zu peripheren Organen der Giunta wurden.
Das Istituto Storico Italiano nahm 1934 den Namen Istituto Italiano per il Medio Evo an und spezialisierte sich auf das Mittelalter. Gleichzeitig entstand das Istituto Storico Italiano per l’Età Moderna e Contemporanea für die Neuzeit und die Zeitgeschichte. Anfang 1935 folgte das Istituto Italiano per la Storia Antica für das Altertum. Mitte 1935 entstand aus der Società per la Storia del Risorgimento Italiano das Istituto per la Storia del Risorgimento Italiano, spezialisiert auf die Geschichte der Einigung Italiens im Risorgimento. Diese vier Institute wurden zusammen mit dem Istituto Italiano di Numismatica, das man 1936 aus einem numismatischen Verein geschaffen hatte, der Giunta centrale direkt unterstellt.
Diese aus kulturpolitischen Gründen vorangetriebene Zentralisierung ging noch weiter, als man die archäologische Sektion des Istituto Nazionale di Archeologia e Storia dell’Arte dem Istituto Italiano per la Storia Antica unterstellte. Vergleichbares hatte man auch mit dem Istituto Nazionale di Studi Etruschi ed Italici und mit der 1908 gegründeten Società italiana per la ricerca dei papiri greci e latini in Egitto im Sinn. Die Società archeologica Magna Grecia wurde hingegen aufgelöst.
Von 1935 bis 1942 gab die Giunta centrale die Fachzeitschrift Rivista Storica Italiana heraus. 1942 erschien der erste Band der Bibliografia Storica Nazionale; bis 2001 folgten 60 weitere Bände, seither wird das jährliche Verzeichnis online publiziert. Von 1955 bis 2015 wurden insgesamt 17 Monografien veröffentlicht.
Nach dem Ende des Faschismus und des Zweiten Weltkriegs wurden die regionalen Vereinigungen wieder selbständig, die nachgeordneten Institute erhielten ihre Autonomie wieder, die Giunta centrale übernahm überwiegend Koordinierungsaufgaben und bemühte sich um die Verbesserung ihrer internationalen Beziehungen. Auf dem IX. Kongress des CISH 1950 in Paris beschloss man, den X. Kongress 1955 in Rom zu veranstalten. Federico Chabod, Vizepräsident der Giunta centrale, übernahm die Leitung der Organisation des Kongresses, an dem mehr als 1.600 Historiker teilnahmen. Chabods Leistungen brachten ihm den Vorsitz im CISH ein. Ähnlich positiv verlief der 1955 ebenfalls in Rom abgehaltene Kongress zur Religionsgeschichte.
In den 1970er Jahren kam die Giunta centrale vom Geschäftsbereich des Bildungsministeriums zu dem des neuen Ministeriums für Kulturgüter. Italiens erster Minister für Kulturgüter (und späterer Senatspräsident), Giovanni Spadolini, war von 1983 bis zu seinem Tod im Jahr 1994 Präsident der Giunta centrale.
Um die Jahrtausendwende stand die Digitalisierung der Bibliografia Storica Nazionale im Mittelpunkt. 
2012 wurde der Professor der Scuola Normale Superiore und Präsident des Istituto Italiano per la Storia Antica, Andrea Giardina, zum Präsidenten der Giunta centrale ernannt. Von 2015 bis 2021 war Giardina auch Vorsitzender des CISH.